# Ture Sventon
Ture Sventon är en fiktiv svensk privatdetektiv och huvudperson i Åke Holmbergs nio böcker utgivna 1948–1973. Sventon har sitt kontor på Drottninggatan i Stockholm. Han älskar semlor, har problem med att uttala S, och hans trognaste kompanjon är den mycket artige Herr Omar, av vilken han köpt en flygande matta.
Böckerna om Ture Sventon har också gjorts om till tecknad serie, film, TV-julkalender och radioteater. Sven Hemmel tecknade både böckerna och serien.
Ture Sventon-böcker finns översatta till ett 10-tal språk.[källa behövs]
På Bok- och biblioteksmässan i Göteborg delades mellan år 1999 och 2008 priset Temmelburken ut till en deckarförfattare för ungdomar som utmärkt sig. Det var döpt efter Ture Sventons älskade temmelburk, för förvaring av temlor (Sventons uttal av ’semlor’) vid resor.

## Om Ture Sventon
Ture Sventon har (ibland) problem med att uttala bokstaven S eftersom han läspar (enligt boken Ture Sventon, privatdetektiv hette han egentligen "Sture Svensson" men bytte namn på grund av sin oförmåga att uttala det). Hans favoritsysselsättning, förutom att jaga förbrytaren med de spetsiga skorna, Ville Vessla, är att äta temlor från Rotas konditori på Tegelbacken i Stockholm som är landets enda som för semlor året runt. Semlorna skall, enligt Sventon, vara fyllda. När första boken kom ut i slutet på 1940-talet, fanns det fortfarande bagerier som sålde ofyllda semlor.
Ture Sventons kontor ligger på Drottninggatans västra sida i hörnet mot Jakobsgatan, enligt Åke Holmberg i nr 10. Kontoret förestås av den kompetenta sekreteraren fröken Jansson. Sventon har också mycket höga tankar om sig själv. Typiska Sventon-uttryck är ”Ständigt denna Vessla!”, "Ett intressant fall på det hela taget", ”Använd endast pitolerna i nödfall!” och ”Det är för tidigt att yttra sig om den saken ännu!”.
I första boken Ture Sventon, privatdetektiv (1948), lyckas han fånga Ville Vessla och dennes medhjälpare Oxen, med hjälp av en flygande matta som han köpt av sin arabiske vän, Herr Omar.
Totalt skrev Holmberg nio böcker, varav en novellsamling, om denne specielle detektiv. Läspningen, temlorna och den flygande mattan förekommer dock endast i de första tre böckerna.  Åke Holmberg skrev om detta: "Man driver inte med sina vänner". Även Ville Vessla försvinner efter "Ture  Sventon och Isabella", för att inte återkomma förrän i den sista boken. Sventons medhjälpare, den alltid artige och lugne Omar, är dock med i de flesta av böckerna, och oftast medverkar också ett par barn som hjälper den store detektiven att lösa fallet. Omar talar med ett artigt tonfall och tenderar att formulera sig på ett omständligt sätt som väcker stor munterhet. Exempelvis inleder han ofta sina kommentarer med "Det vore för mig en oförtjänt stor ära att...".

## Böcker
Första årtalet hänför sig till bokpubliceringen, det andra till när den tecknade serien började publiceras i Kamratposten. De tre första serieepisoderna förekom även i Husmodern 1950–1951. Ture Sventon på nya äventyr (1964) är en samlingsvolym bestående av Ture Sventon i Paris, Ture Sventon i Stockholm och Ture Sventon och Isabella.
- Ture Sventon, privatdetektiv (1948, 1968 under titeln Ture Sventon och hans flygande matta)
- Ture Sventon i öknen (1949, 1969 under titeln Ture Sventon reser till öknen) i vilken Sventon söker efter ett stulet kylskåp vid namn Nordpolen.
- Ture Sventon i London (1950, 1970) i vilken Sventon reser till London för att förhindra kidnappningen av en värdefull angorakatt.
- Ture Sventon i guldgrävarens hus (1952, ej serie) radiomanus i vilket Sventon undersöker guldgrävare Perssons hemsökta hus (återutgiven 2014)
- Ture Sventon i Paris (1953, 1971) i vilken Sventon far till Paris för att lösa mysteriet med de försvinnande slotten.
- Ture Sventon i Stockholm (1954, 1974) i vilken Sventon jagar Stora Nysilverligan.
- Ture Sventon och Isabella (1955, 1972) i vilken Sventon letar efter en försvunnen cirkushäst.
- Ture Sventon i spökhuset (1965, ej serie). Fem noveller om Ture Sventon.
- Ture Sventon i varuhuset (1968, 1975), Sventon letar efter en tuggande tjuv i Stockholmsvaruhuset City.
- Ture Sventon i Venedig (1973, 1973), Sventon jagar en fasadklättrare i Venedig.

Böckerna är illustrerade av Sven Hemmel, som också gjorde de tecknade serierna om Sventon.

## Film, TV, serier och radio
Sven Hemmel, som också gjorde bokillustrationerna, gjorde den tecknade serien om Sventon; samtliga böcker utom novellsamlingen Ture Sventon i spökhuset och radiomanuset Ture Sventon i guldgrävarens hus har blivit tecknade serier och gått som sådana i Kamratposten mellan 1969 och 1975.
De fyra första böckerna var underlag för en filmatisering 1972, i regi av Pelle Berglund och med Jarl Kulle i huvudrollen som Sventon. Den första boken dramatiserades som radioteater för LP och kassett 1974, då Jan Nygren spelade Sventon. En senare filmatisering är TV:s julkalender 1989, då Helge Skoog spelade Sventon. Han upprepade rollen i långfilmen T. Sventon och fallet Isabella från 1991. 2005 sändes en radioteaterversion av Ture Sventon i öknen i regi av Hans Klinga och med Johan Rabaeus och Rikard Wolff i huvudrollerna som Sventon respektive Omar. 2009 dramatiserades även Ture Sventon i Stockholm av samma upphovsmän.
Den 4 mars 2019 tillkännagavs en ny produktion, Ture Sventon och Bermudatriangelns hemlighet, i regi av Stefan Roos och Per Simonsson, för C More och TV4. Robert Gustafsson spelade huvudrollen, Isa Aouifa Herr Omar, och Johan Glans Ville Vessla i både denna och uppföljaren Ture Sventon och jakten på Ungdomens källa som började spelas in 2021.
- Ture Sventon, privatdetektiv (film, 1972)
- Ture Sventon privatdetektiv (julkalender, 1989)
- T. Sventon och fallet Isabella (film, 1991)
- Ture Sventon och Bermudatriangelns hemlighet (TV-serie, 2019)
- Ture Sventon och jakten på Ungdomens källa (TV-serie, 2023)
- Ture Sventon och den magiska lampan (TV-serie, 2023)[2]

### Gestaltningar
| Rollfigur                          | Filmer                              | Filmer                                | Julkalender                        | TV-serier                                           | TV-serier                                                                             |  |
| Rollfigur                          | Ture Sventon, privatdetektiv (1972) | T. Sventon och fallet Isabella (1991) | Ture Sventon privatdetektiv (1989) | Ture Sventon och Bermudatriangelns hemlighet (2019) | Ture Sventon och jakten på Ungdomens källa Ture Sventon och den magiska lampan (2023) |  |
| ---------------------------------- | ----------------------------------- | ------------------------------------- | ---------------------------------- | --------------------------------------------------- | ------------------------------------------------------------------------------------- |  |
| Ture Sventon                       | Jarl Kulle                          | Helge Skoog                           | Helge Skoog                        | Robert Gustafsson                                   | Robert Gustafsson                                                                     |  |
| Fröken Jansson                     | Eva Henning                         | Lena Nyman                            | Lena Nyman                         | Helena Bergström                                    | Helena Bergström                                                                      |  |
| Herr Omar                          | Gösta Bredefeldt                    | Nils Moritz                           | Nils Moritz                        | Isa Aouifia                                         |                                                                                       |  |
| Ville Vessla                       | Åke Lundqvist                       | Johan Ulveson                         | Johan Ulveson                      | Johan Glans                                         | Johan Glans                                                                           |  |
| Ville Vesslas syster Joanna Silver |                                     |                                       |                                    | Maja Kin                                            | Maja Kin                                                                              |  |
| Ville Vesslas mor                  |                                     |                                       |                                    | Suzanne Reuter                                      |                                                                                       |  |
| Ville Vesslas far                  |                                     |                                       |                                    | Michael Segerström                                  |                                                                                       |  |
| Muhammed, pastejbagare             | Rolv Wesenlund                      |                                       | Gustav Kling                       |                                                     |                                                                                       |  |
| Slarvige Svante                    | Willie Hoel                         |                                       | Björn Gedda                        |                                                     |                                                                                       |  |
| Hjalmar Hjortron, kylskåpsdirektör | Bertil Norström                     |                                       | Anders Ahlbom                      |                                                     |                                                                                       |  |
| Elisabeth Hjortron                 | Magdalena Malmsjö                   |                                       |                                    |                                                     |                                                                                       |  |
| Henrik Hjortron                    | Peter Malmsjö                       |                                       |                                    |                                                     |                                                                                       |  |